# Um Sonho Intenso
Um Sonho Intenso é um documentário brasileiro dirigido por José Mariani, que fala sobre a história da Economia do Brasil e dos problemas socioeconômicos do país, do final da República Velha aos dias atuais.
Conta com depoimentos de Adalberto Cardoso, Carlos Lessa, Celso Amorim, Francisco de Oliveira, João Manuel Cardoso de Melo, José Augusto Ribeiro, José Murilo de Carvalho, Lena Lavinas, Luiz Gonzaga Belluzzo e Maria da Conceição Tavares.
O documentário estreou no dia 23 de abril de 2015.